# Peggy Saunders

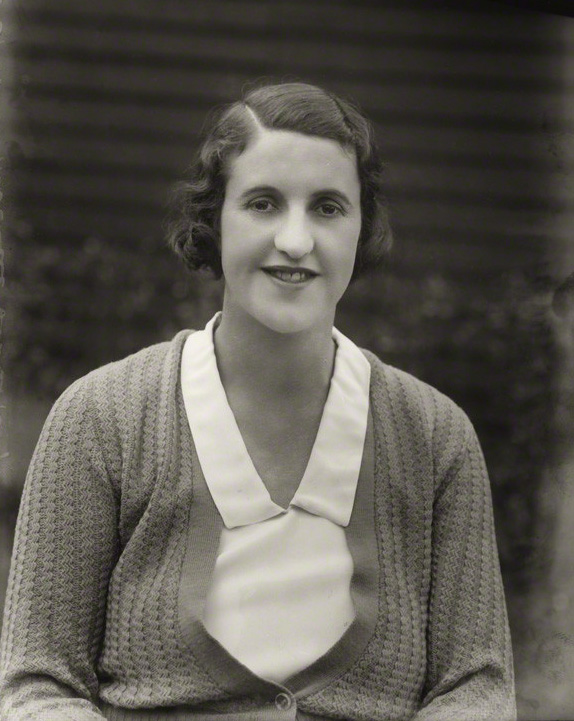
Peggy Saunders im Mai 1932

Peggy Saunders Michell (* 28. Januar 1905 in Chiswick, Middlesex, England; † 19. Juni 1941 in Harrow, Middlesex, England) war eine britische Tennisspielerin aus England.

## Karriere
Peggy Saunders gewann in den Jahren 1928 und 1929 mit ihrer Landsfrau, der erfolgreichen Tennisspielerin Phoebe Holcroft Watson, die Konkurrenz im Damendoppel der Wimbledon Championships. Sie besiegten 1928 Eileen Bennett und Ermyntrude Harvey im Endspiel mit 6:2, 6:3. Im folgenden Jahr wiederholte die Paarung ihren Erfolg, sie behielt im Endspiel gegen Phyllis Covell und Dorothy Shepherd-Barron mit 6:4, 8:6 die Oberhand.